# Cornelia Schmalz-Jacobsen
Cornelia Schmalz-Jacobsen (ur. 11 listopada 1934 w Berlinie) – niemiecka polityk i dziennikarz.
Urodzona jako Cornelia Helmrich w rodzinie protestanckiej. Pracowała w radiu, telewizji i wydawnictwach prasowych. Od 1968 członkini FDP. Od 1972 do 1985 była radną miejską w Monachium. Od 1985 do 1989 pełniła funkcję senatorki Berlina do spraw rodziny i młodzieży. W 1988 została sekretarzem generalnym FDP. Od 1990 zasiadała w Bundestagu, a od listopada 1991 była pełnomocnikiem rządu niemieckiego do spraw obcokrajowców.